# Dia (filha de Eioneu)
Na mitologia grega, Dia era filha do rei Eioneu. Casou-se com Íxion, rei dos lápitas na Tessália, que jogou-a, juntamente com o pai, num fosso cheio de carvões ardentes.